# The New Boy
The New Boy es una película dramática australiana de 2023 escrita y dirigida por Warwick Thornton. Está protagonizada por Cate Blanchett, Aswan Reid, Deborah Mailman y Wayne Blair. Blanchett también se desempeña como productora bajo su estandarte Dirty Films.
Está programado para tener su estreno mundial en el Festival de Cine de Cannes 2023 en mayo de 2023 en Un Certain Regard.

## Argumento
En la Australia de mediados de los años cuarenta, un niño aborigen huérfano de nueve años sin nombre es capturado por la policía y acogido en un remoto monasterio para niños indígenas.
El monasterio está aparentemente dirigido por un sacerdote varón que, en realidad, lleva muerto un año, sin que nadie sepa la causa. La monja principal, la hermana Eileen, afirma a los forasteros que el sacerdote sigue vivo y falsifica cartas para dar esa impresión. Eileen es apoyada en su trabajo y en su engaño por dos individuos indígenas, una compañera monja que recibe el apodo de «hermana mamá» y un varón llamado George. Aunque los tiempos son difíciles, las monjas se preocupan por los chicos y desean protegerlos a través de las enseñanzas cristianas y el trabajo manual compartido. A los otros chicos no se les proporciona ningún conocimiento de los valores, la lengua o las prácticas indígenas. Su destino final es verse obligados a marcharse muy pronto y ser empleados como peones agrícolas.
Al principio, el New Boy (Chico Nuevo) tiene dificultades para encajar con los demás compañeros, ya que es incapaz de hablar o entender el inglés y carece de deseos por las costumbres occidentales, como el calzado y la ropa. Tras un periodo de acoso, el New Boy se va imponiendo física y emocionalmente, y llega a ser aceptado por todos. A lo largo de este proceso, se demuestra que el New Boy posee misteriosas habilidades sobrenaturales para conjurar pequeñas bolas de luz y curar a animales y humanos enfermos.
Este periodo de relativa paz se rompe con la llegada de una gran estatua de Jesús crucificado. El New Boy se siente atraído por la estatua y tiene visiones de ella parpadeando. Se siente obligado a entregar ofrendas de serpientes vivas a la estatua de Jesús y, en el proceso, empieza a experimentar estigmas, con lo que sus otros poderes sobrenaturales se vuelven confusos.
Algunas personas se sienten incómodas con estos sucesos. George, que ya desconfía cuando el New Boy habla en lengua indígena, empieza a apartarlo de los demás, lo que crea una mayor confusión. Eileen sufre una crisis de fe al ver al New Boy curar a otro compañero y empieza a beber en exceso. Con el tiempo, llega a creer que el New Boy le ha sido enviado como mensajero de Cristo y decide bautizarlo.
Incapaz de comprender plenamente el cristianismo, el New Boy acepta el bautismo e inmediatamente se da cuenta de que esto ha destruido definitivamente sus habilidades sobrenaturales. Resignado a su vida, el New Boy empieza a llevar ropa y calzado. Cuando llega el día V, comienza a vivir una nueva vida, experimentando la aceptación, pero dejando su futuro incierto y su herencia ahora dividida entre dos mundos muy diferentes.

## Reparto
- Cate Blanchett
- Aswan Reid
- Deborah Mailman
- Wayne Blair
- Shane Brady
- Tyrique Brady
- Laiken Woolmington
- Kailem Miller
- Kyle Miller
- Tyzailin Roderick
- Tyler Spencer

## Producción
En febrero de 2022, Cate Blanchett se unió al elenco de la película, con Warwick Thornton dirigiendo un guion que él escribió, con Blanchett como productora bajo su estandarte Dirty Films. En diciembre de 2022, Aswan Reid, Deborah Mailman, Wayne Blair, Shane Brady, Tyrique Brady, Laiken Woolmington, Kailem Miller, Kyle Miller, Tyzailin Roderick y Tyler Spencer se unieron al elenco de la película.

## Estreno
Tendrá su estreno mundial en el Festival de Cine de Cannes 2023 en Un Certain Regard.